# KIWI Finance
KIWI Finance (numită anterior Gemini Capital Consult) este prima companie de brokeraj bancar din România, înființată în anul 2003 printr-un parteneriat strategic cu HVB Bank. De la înființare până în decembrie 2007, compania s-a numit Gemini Capital Consult.
KIWI Finance este membru și inițiator al A.R.B.C., prima asociație profesională a companiilor de brokeraj de credite din România și are ca scop reglementarea industriei de brokeraj de credite și promovarea intereselor profesionale ale membrilor săi.
KIWI Finance este brokerul de credite cu cea mai îndelungată experiență pe piața din România.
Activitatea KIWI Finance se concentrează pe intermedierea de credite ipotecare si de nevoi personale, pentru persoane fizice si juridice.
Cu peste 200 de brokeri si tranzactii in valoare de 1,35mil euro, compania a ajuns să exceleze în segmentul creditării ipotecare.